# Lázár Károly (gépészmérnök)
Lázár Károly (teljes nevén: Lázár Károly György) (Budapest, 1935. január 31.) okleveles gépészmérnök, kötő- és konfekcióipari szakmérnök, textil- és ruhaipari műszaki szakértő.

## Életpályája[1][2]
Az általános iskola után a budapesti I. sz. Textilipari Technikumban – a későbbi Bolyai János Textilipari Szakközépiskola – tanult tovább, majd beiratkozott a Budapesti Műszaki Egyetemre, ahol 1958-ban a textiltechnológia szakon szerzett gépészmérnöki oklevelet.
Első munkahelye a BME Textiltechnológia és Könnyűipari Tanszéke volt. Itt először tanársegédként, majd adjunktusként a kötöttárugyártással összefüggő tantárgyakat oktatta, és részt vett a tanszék tudományos kutató tevékenységében.
1967-ben munkahelyet változtatott, a Habselyem Kötöttárugyárban technológusként helyezkedett el. 1971-től 1986-ig a kelmetechnológiai osztály vezetője volt. 1986-ban kinevezték fejlesztési főmérnöknek, minthogy akkor a vállalat egy nagyarányú fejlesztési tevékenységbe kezdett, amelynek egyik irányítója volt. 1988-ban pályázat útján elnyerte a vállalat műszaki igazgatói tisztét, amit 1990 végéig töltött be.
1990 decemberében az újonnan alapított RoyalTee-Hódiköt Textil Kft.-hez, egy amerikai-magyar kötőipari vegyesvállalathoz lépett be mint termelési igazgató. 1992. június 30-ig töltötte be ezt a munkakört. 1992. július 1-jétől a Pri-Man Kft.-nél (ezt a társaságot az Állami Vagyonügynökség alapította az ún. önprivatizációs program lebonyolítására), majd 1998-tól az Állami Privatizációs és Vagyonkezelő Rt.-nél dolgozott privatizációs menedzseri beosztásban. 2000. január 1-jével vonult nyugdíjba, és azóta mint textilipari műszaki szakértő egyéni vállalkozóként dolgozik.

## Munkássága[1][2]
Mind a Habselyem Kötöttárugyár, mind a RoyalTee vertikális vállalat volt: kötödével, festő-kikészítő üzemmel és konfekció üzemekkel egyaránt rendelkeztek, így a kötöttárugyártás teljes keresztmetszetében tapasztalatokat szerzett. Technológiai osztályvezetői munkásságát egyebek között nívódíjat nyert termékek is fémjelzik. Oktatási gyakorlatot a Műszaki Egyetemen kívül más intézményeknél is folytatott óraadóként (Magyar Iparművészeti Főiskola, Könnyűipari Műszaki Főiskola, szakmunkásképzés).
Pályája során rendszeresen részt vett szakmai bizottságokban a Könnyűipari Minisztérium, az Ipari Minisztérium, az Országos Műszaki Fejlesztési Bizottság, a Magyar Szabványügyi Hivatal, a Magyar Divat Intézet, a Textilipari Kutató Intézet és más intézmények felkérésére. 1959 óta tagja a Textilipari Műszaki és Tudományos Egyesületnek, éveken át elnöke volt az Egyesület Kötő Szakosztályának, és titkára, majd 1999 óta elnöke a Kötőipari Szakemberek Nemzetközi Szövetsége magyar tagozatának. Két alkalommal (1989-ben és 2000-ben) töltötte be a Szövetség elnöki tisztét. 2005 óta főszerkesztője a Magyar Textiltechnika online kiadású szakfolyóiratnak.
1964-ben egyhónapos ösztöndíjas tanulmányúton Olaszországban a textilipar oktatási kérdéseit és a korszerű kötőipari gyártástechnológiákat tanulmányozta több főiskolán ill. vállalatnál. 1970–71-ben öthónapos ösztöndíjjal Nagy-Britanniában, a Leedsi Egyetem Textilipari Tanszékén folytatott tanulmányokat a kötéstechnológiával és a matematikai statisztika textilipari alkalmazásával kapcsolatban. 1973–74-ben a Budapesti Műszaki Egyetemen kötő-hurkoló- és konfekcióipari szakmérnöki oklevelet szerzett.
Munkája során folyamatosan foglalkozott a kötöttárugyártás elméleti és gyakorlati kérdéseivel. Nagyszámú publikációja jelent meg ebben a témakörben, részben jól ismert külföldi szakfolyóiratokban. Publikációi között egy egyetemi és több szakközépiskolai tankönyv is szerepel, több textilipari szakkönyv társszerzője. Angol és német nyelvtudását hasznosítva számos előadást tartott textilipari konferenciákon, kongresszusokon, itthon és külföldön egyaránt. Szerkesztője a Textilipari Műszaki és Tudományos Egyesület kiadásában megjelent háromkötetes Háromnyelvű textil- és ruhaipari szakszótárnak, amely a magyarul, németül és angolul tartalmazza a szakkifejezéseket. Számos textilipari vonatkozású szócikk szerzője a Magyar nagylexikonban és szaklektora a 2006 óta folyamatosan megjelenő A magyar nyelv nagyszótárában a textil- és ruhaipari szócikkeknek. A textil- és ruhaiparral kapcsolatos számos szócikk szerzője a Wikipédián.
Eredményes szakmai tevékenységét a Budapesti Műszaki és Gazdaságtudományi Egyetem szenátusa 2008-ban jubileumi aranyoklevéllel, 2018-ban jubileumi gyémántoklevéllel, 2023-ban jubileumi vasoklevéllel ismerte el, 2007-ben a gazdasági és közlekedési miniszter Eötvös Loránd-díjjal, 2015-ben a nemzetgazdasági miniszter Magyar Gazdaságért Díjjal tüntette ki. A Textilipari Műszaki és Tudományos Egyesület egyebek között a textilipar fejlesztéséért adott Földes Pál-díjjal méltányolta szakmai tevékenységét (1988).